# Hokitika

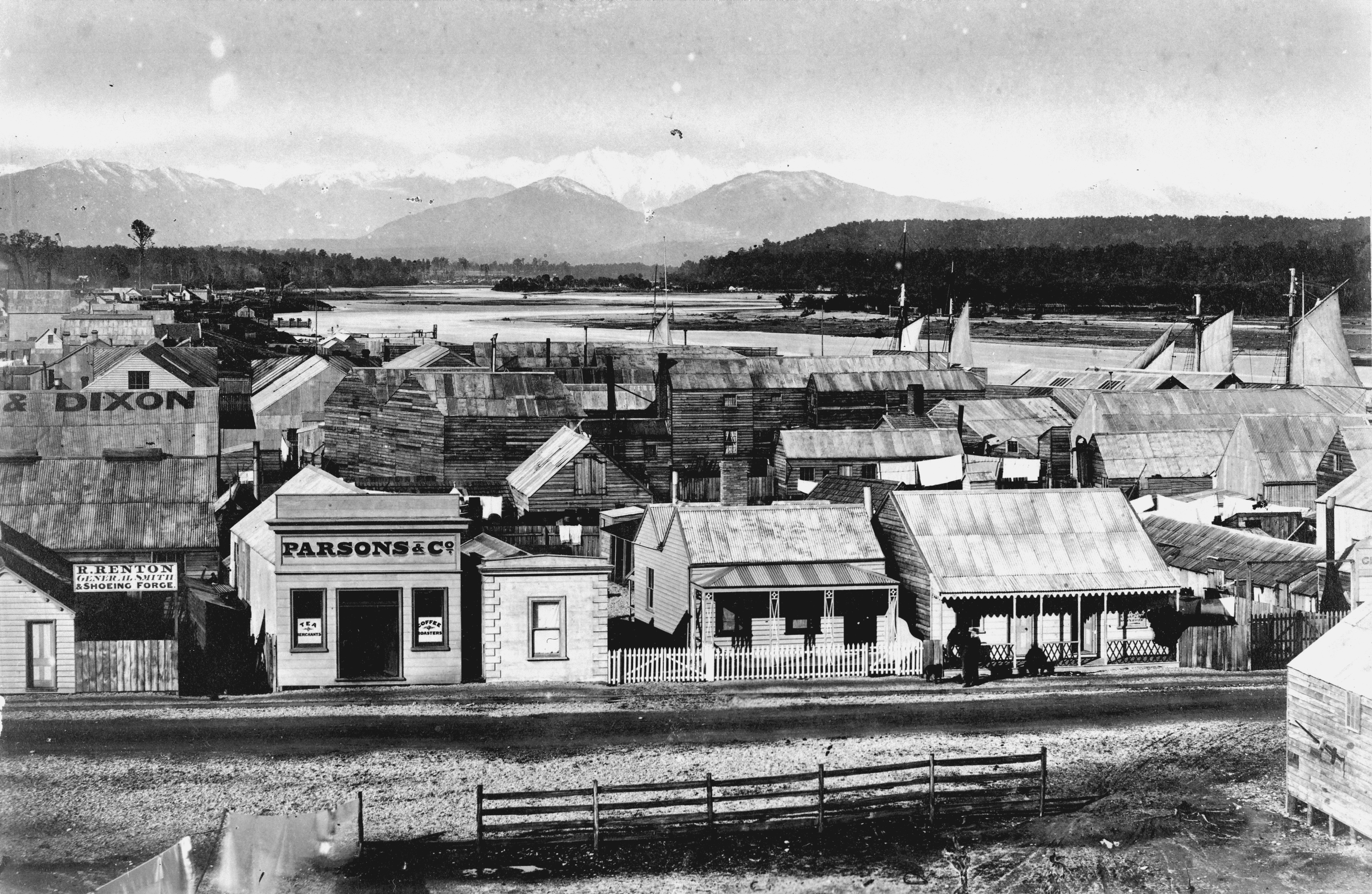
Hokitika um das Jahr 1870

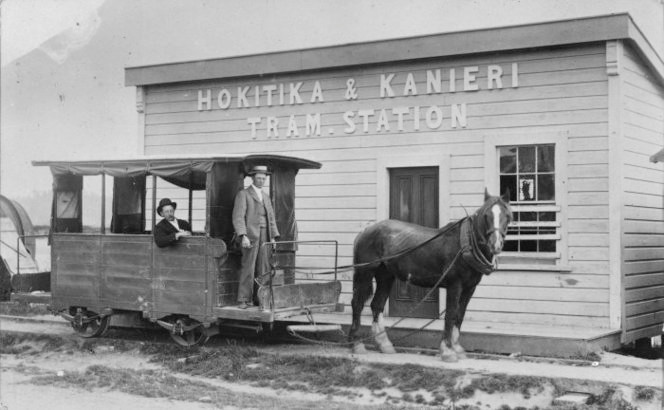
Die Hokitika & Kanieri Tramway ca. 1910

Hokitika ist eine Stadt im Westland District der Region West Coast auf der Südinsel von Neuseeland. Die Stadt ist Sitz des Westland District Council (Distriktrat) und Sitz dessen Verwaltung.

## Geographie
Die Stadt befindet sich direkt an der Westküste im Norden des Westland Districts, rund 40 km südwestlich von Greymouth. Südlich der Stadt mündet der Hokitika River in die Tasmansee. Hokitika liegt, wie die anderen Städte und Siedlungen der Westküste auch, bedingt durch die östlich liegenden Neuseeländische Alpen isoliert von den restlichen Landesteilen.

## Geschichte
Hokitika wurde im Jahr 1864 als Goldgräbersiedlung gegründet und stellte eines der Zentren des Goldrausches an der Westküste dar. Ärger gab es mit der großen Nachbarstadt östlich der Neuseeländischen Alpen, da das meiste abgebaute Gold direkt vom Hafen von Hokitika nach Melbourne verschifft und meist kein Umweg über das Gebirge nach Christchurch gemacht wurde. Zwei Jahre nach seiner Gründung zählte Hokitika im Jahr 1866 mit über 6000 Einwohnern zu den größten Siedlungen im damaligen Neuseeland und fungierte seit 1873 sogar als Hauptstadt der neu geschaffenen Provinz Westland, bis diese Form der Verwaltungsgliederung im Jahr 1876 abgeschafft wurde. Der damit verbundene Bedeutungsverlust führte in Folge zu einem stetigen Bevölkerungsschwund über Jahre.

## Bevölkerung
Zum Zensus des Jahres 2013 zählte Hokitika 4326 Einwohner, 0,9 % weniger als zur Volkszählung im Jahr 2006.

## Wirtschaft
Die wichtigsten Wirtschaftszweige waren über Jahrzehnte hinweg die Verarbeitung von Pounamu (englisch: Greenstone), einer besonderen Art Jade sowie Forstwirtschaft und der Bergbau, wobei vornehmlich Kohle und Gold abgebaut wurden. Das ganze letzte Jahrhundert über verloren diese Wirtschaftszweige aber weitgehend an Bedeutung, was die negative Bevölkerungsbilanz der letzten Jahre erklärt. In den letzten Jahren jedoch gewinnt Hokitika wieder an Bedeutung, weil die Stadt sich zu einem wichtigen Stopp für Touristen in der Region West Coast entwickelt hat. Dabei ist Hokitika vor allem bei Ökotouristen beliebt.
Des Weiteren ist die Milchwirtschaft zu einem wichtigen Wirtschaftszweig der Stadt geworden, bei der die Molkerei Westland Milk Products eine Monopolstellung bekommen hat und ihr Einzugsbereich sich fast über die gesamte nördliche Westküste erstreckt.

## Infrastruktur

### Straßenverkehr
Hokitika ist über den New Zealand State Highway 6 angebunden, der in Nord-Süd-Richtung direkt durch die Stadt führt und Hokitika mit Greymouth im Norden sowie Haast im Südwesten verbindet.

### Schienenverkehr
Die Bahnstrecke Greymouth–Ross erreichte Hokitika 1893. Anfang des 20. Jahrhunderts wurde die Strecke ausgebaut und schließlich 1909 bis Ross verlängert. 1972 wurde der Personenverkehr eingestellt, 1980 die Strecke südlich von Hokitika stillgelegt. Richtung Greymouth wird die Strecke weiter für Güterverkehr genutzt.
Bis in die 1950er Jahre verkehrte die Hokitika & Kanieri Tramway.

### Luftverkehr
Nordöstlich vom Stadtzentrum liegt der Hokitika Airport (IATA-Code: HKK) mit zwei Start- und Landebahnen.
Hokitika war Basis der ersten neuseeländische Fluggesellschaft Air Travel (NZ), die 1934 den Linienflugbetrieb (am ehemaligen Southside Aerodrome) aufgenommen hat.

## Persönlichkeiten
- Ebenezer Teichelmann (1859–1938), Bergsteiger und über Jahrzehnte in Hokitika wirkender Arzt
- Rachel Don (1866–1941), Autorin, Rednerin und Präsidentin der Women’s Christian Temperance Union of New Zealand
- Kathleen O’Connor (1876–1968), australische Malerin
- Erima Harvey Northcroft (1884–1953), Anwalt, Richter am Supreme Court of New Zealand und Internationaler Militärgerichtshof für den Fernen Osten
- Jack Cropp (1927–2016), Segler, Olympiasieger
- Stephen Marmion Lowe (* 1962), katholischer Bischof von Auckland, wurde in Hokitika geboren
- Hayden Godfrey (* 1978), Radrennfahrer

## Denkmale

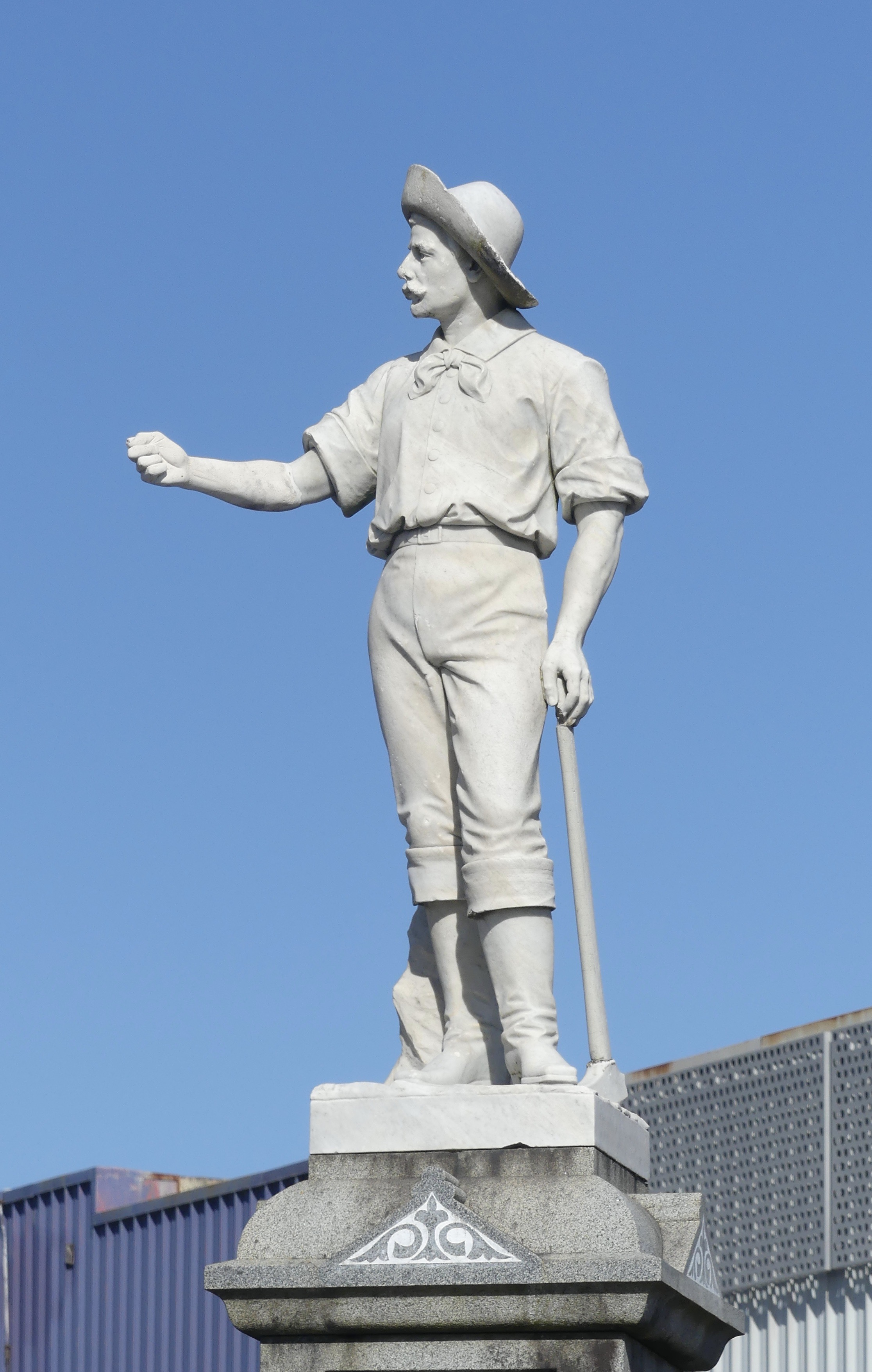
Westland Pioneers' Memorial

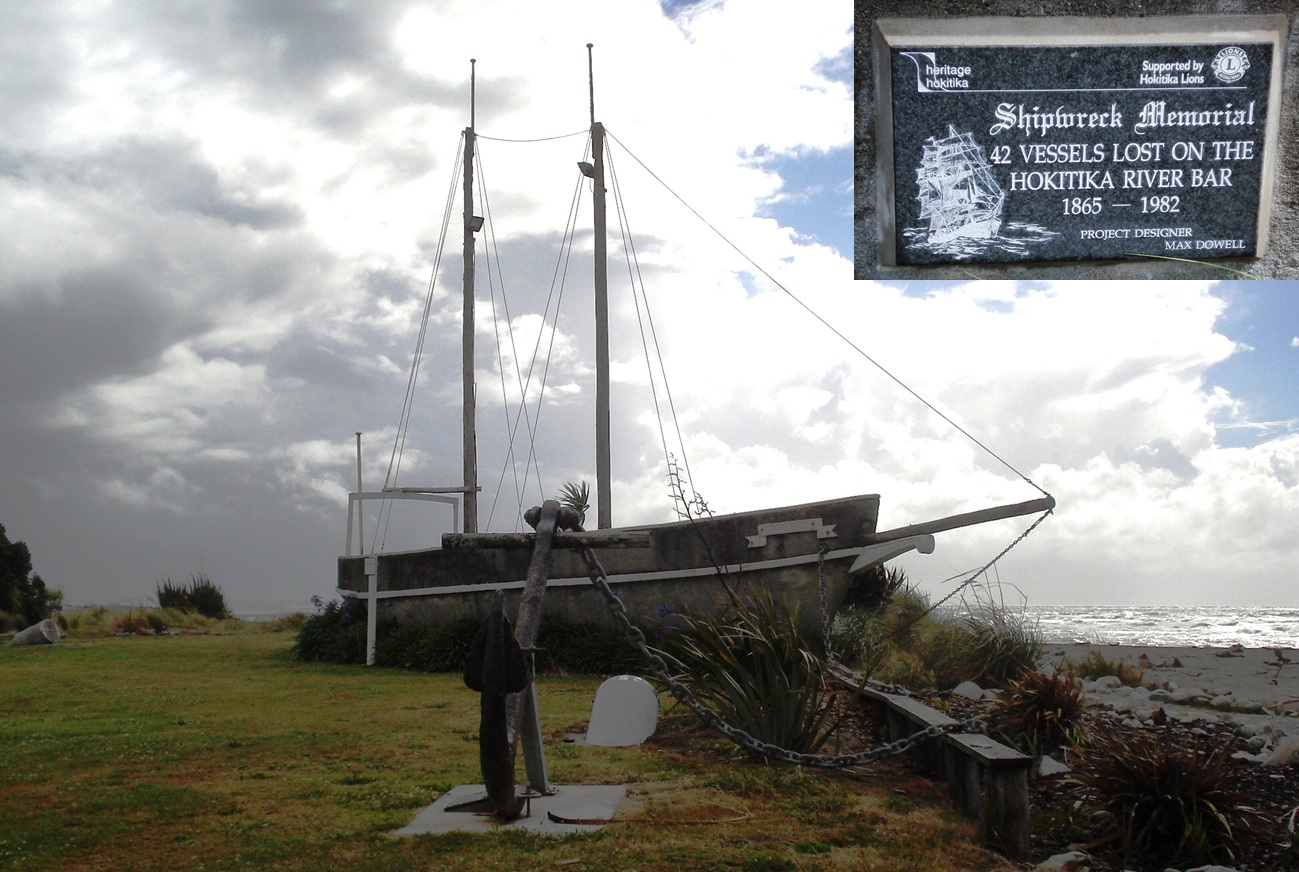
Shipwreck Memorial

In Hokitika befinden sich das Westland Pioneers' Memorial sowie das Shipwreck Memorial, in Erinnerung an 42 gesunkene Schiffe. Auf dem Gelände von Air Travel befindet sich zudem eine Gedenktafel. Die Liste der Baudenkmale in Hokitika umfasst die vom New Zealand Historic Places Trust als solche eingestuften Denkmale.